# Henrik Gustaf Hultman
Henrik Gustaf Hultman, född 15 januari 1817 i Nye församling, Jönköpings län, död 15 maj 1879 på Östrabo i Växjö landsförsamling, Kronobergs län, var biskop i Växjö stift 1860–1879. Som biskop var han även självskriven riksdagsman för prästeståndet vid ståndsriksdagarna 1862/63 och 1865/66.
Han var teologie och filosofie doktor.[källa behövs]
Han blev ledamot av Nordstjärneorden 1860, kommendör samma orden 3 maj 1864 och kommendör med stora korset av samma orden 29 juli 1869.